# سيكولوجية عائلة سمبسون (كتاب)
سيكولوجية عائلة سمبسون أو ذا سيمبسونز هو كتاب غير خيالي يحلل موضوعات علم النفس في المسلسل الكرتوني التلفزيوني كوميدي الموقف ذا سيمبسونز. شارك في إعداد هذا الكتاب مجموعة من المساهمين، من بينهم علماء نفس ومستشارين ومعالجين ومعلمين. حرّر الكتاب الدكتور آلان براون، وكريس لوجان، وصدر في مارس 2006 عن دار النشر كتب بينبيلا (بالإنجليزية: BenBella Books)‏.

## خلفية
يُعد هذا الكتاب جزءًا من سلسلة علم نفس الثقافة الشعبية، وتعرض الكتب الأخرى في السلسلة أعمالًا تحلل موضوعات علم النفس وثقافة البوب ذات الصلة بأعمال سوبرمان والغرباء الرجال-إكس وذا ماتريكس.  تستوحي هذه السلسلة في علم النفس من سلسلة فلسفة علم نفس الثقافة الشعبية المماثلة الصادرة من شركة أوبن كورت للنشر (بالإنجليزية: Open Court Publishing Company)‏. محررا الكتاب هما الدكتور آلان براون، وكريس لوجان. حيث يُعد براون أستاذًا لمادة علم النفس ولوجان محاضرًا في هذا المجال. يهدف الكتاب إلى جذب انتباه عشاق العمل الكوميدي ذا سيمبسونز، والطلاب والأكاديميين المهتمّين بعلم النفس.

## المحتوى
أسهم في إعداد الكتاب تسعة وعشرين كاتبًا، بما في ذلك علماء نفس ومستشارين ومعلمين ومعالجين ومعلمين، ويتضمن أيضًا محتوى من إعداد الدكتور براون ولوجان. تناول الكتاب عددًا من الموضوعات العامة منها الأسرة، وإدمان الكحول، والعلاقات، واحترام الذات، والجنس، والنوع الاجتماعي، والشخصية، أما الموضوعات المتخصصة في مجال علم النفس، فهي في علم النفس السريري، والإدراك أو المعرفة، وعلم النفس اللاقياسي، وعلم النفس التطوري، وإدمان القمار، والإشراط الكلاسيكي، والعلاج الأسري. يحلل دينيس إم مكارثي الأستاذ المساعد في علم النفس بجامعة ميسوري في هذا الكتاب عوامل الخطر للإدمان على الكحول في المشاهد التي يعرضها ذا سيمبسونز، ويستشهد بالتعلم السلبي في شخصية بارت بوصفها عامل خطر، ويلاحظ أن شخصية ماغي معرضة لخطر كبير لتعاطي المخدرات بسبب الميول العنيفة.